# Charlotte Spetalenová
Charlotte Spetalenová (nepřechylěně Charlotte Spetalen; rozená Charlotte Voll; 4. prosince 1973) je norská fotografická umělkyně. Obdržela mezinárodní fotografickou cenu Eisa Awards a své snímky otiskla v časopise o fotografickém umění Shots Magazine. Vystavovala také v Galerii Opera v Monaku, kde byl obraz Picassa v hodnotě 3,9 milionu eur dočasně nahrazen dílem této norské fotografky.  V roce 2008 zvítězila v prvním ročníku soutěže Vítězný snímek ve fotografii pro internetový magazín Fotografi.no.  Spetalenová má diplom z ekonomie na BI Business School a je vdaná za finančníka Øysteina Straye Spetalena.